# Waldemar (Rostock)
Waldemar, Herr zu Rostock (* vor 1241; † 9. November 1282) aus dem Haus Mecklenburg war von 1266 bis 1282 alleiniger Herr zu Rostock.
Er war der zweitälteste Sohn von Heinrich Borwin III. und seiner Frau Sophie von Schweden († vor 24. Juni 1241), Tochter des Königs Erich X. Sein älterer Bruder Johann starb schon vor dem Vater, sodass Waldemar bei Erblindung des Vaters 1266 Alleinherrscher wurde.
Unter der Regierung Waldemars wanderten aus der benachbarten Herrschaft Mecklenburg etliche Adelsgeschlechter zu wie z. B. die Familien Axekow, Babbe und Moltke, die rasch größeren landespolitischen Einfluss erlangten. Aus jenen erwählte Waldemar auch seinen Truchsess und führenden landesherrlichen Rat: Johann Moltke in Toitenwinkel (1271/1309).
Waldemar starb am 9. November 1282 (möglich, aber unwahrscheinlich ist auch der 10. November) und wurde im Doberaner Münster beerdigt. Nach Quellen erblindete er vorher und teilte seine Regierung mit seinen Söhnen. Seine Söhne Nikolaus, (Heinrich) Borwin IV. und Johann regierten bis 1284 offiziell unter Regentschaft der Mutter, faktisch aber bestimmte Johann Moltke während der Vormundschaft die Regierungsgeschäfte. Waldemar war mit Agnes, einer Tochter von Graf Johann I. von Holstein-Kiel, verheiratet.

## Kinder
- (Heinrich) Borwin IV. († vor 1285)
- Johann († vor 1285)
- Nikolaus (* vor 1262; † 1314), Herr zu Rostock (1282–1312)